# Albert Dupuy
Albert Dupuy, né le 1er février 1947 à Alicante (Espagne), est un haut fonctionnaire français.

## Biographie
Licencié en droit, il commence sa carrière comme agent contractuel d'inspection académique en 1972, avant de devenir attaché de préfecture en 1973, puis attaché principal en 1981. Promu sous-préfet de 2e classe en 1983 ainsi que commissaire délégué de la République pour l'arrondissement de Lesparre-Médoc en Gironde, il rejoint l'année suivante le cabinet du ministre des Relations extérieures Claude Cheysson, en qualité de chef de cabinet. Il devient ensuite secrétaire général de la préfecture de la Haute-Corse de 1985 à 1986, puis de celle du Lot de 1986 à 1987.
Il est promu sous-préfet de 1re classe en 1987, et connaît alors une brève carrière dans la juridiction administrative. Il est en effet détaché en qualité de conseiller de 1re classe de tribunal administratif en 1988, et est affecté, en mobilité, à celui de Montpellier de 1989 à 1991. De retour dans l'administration territoriale et au grade de sous-préfet de 1re classe en 1991, il est sous-préfet de l'arrondissement de Dreux en Eure-et-Loir de 1991 à 1994, puis secrétaire général de la préfecture de la Haute-Savoie en 1994. Devenu sous-préfet hors-classe en 1995, il connaît sa première affectation en France d'outre-mer en tant que sous-préfet de l'arrondissement de Pointe-à-Pitre en Guadeloupe de 1998 à 2000. Il devient préfet de la collectivité territoriale de Saint-Pierre-et-Miquelon du 10 janvier 2005 au 21 juillet 2006.
Après avoir occupé pour une courte période le poste de directeur de cabinet du ministre de l'Emploi Jean-Louis Borloo de juillet à août 2006, il est titularisé préfet et nommé préfet des Vosges en 2007, avant de devenir préfet de l'Isère le 11 décembre 2008. Son remplacement par Éric Le Douaron est annoncé le 21 juillet 2010 dans une déclaration du président de la République Nicolas Sarkozy, en réponse aux violences ayant eu lieu à Grenoble, dans le quartier de la Villeneuve, à la suite de la mort d'un braqueur abattu par la police. Interrogé à cette occasion par France Bleu Isère et repris par France Inter et France Info, Albert Dupuy déclare : « C'était une surprise absolue. (...) Mon sentiment personnel, c'est que  je vis des heures difficiles. Le préfet n'a pas d'états d'âme, l'homme vit des heures difficiles. ». Le 29 juillet 2010, il obtient le grade de préfet hors-classe.
Il est nommé haut-commissaire de la République en Nouvelle-Calédonie par le conseil des ministres du 6 octobre 2010. Il prend officiellement ses fonctions le 2 novembre suivant. Il se fixe pour priorité, outre la continuation de la mise en œuvre de l'accord de Nouméa ou l'animation des comités sur l'avenir (notamment sur la préparation d’un schéma métallurgique, sur le bilan de l’accord de Nouméa et sur les travaux préparatoires aux discussions de l’après-2014) lancés par son prédécesseur, la lutte contre la délinquance et tout particulièrement les violences routières. Il déclare ainsi dès le lendemain de sa prise de fonction : « Déjà quarante-cinq morts cette année, à l’échelle de la population calédonienne, c’est intolérable. D’autant que, derrière chacun de ces accidents, il y a un drame familial épouvantable. Il faut donc être sans faiblesse. ».
En tant que haut-commissaire, il est surtout confronté à la crise institutionnelle de 2011 (cinq gouvernements se succédant entre janvier et juin 2011, dont trois démissionnaires de fait dès leur élection) et aux tensions politiques liées à une controverse sur la décision de faire dresser les deux drapeaux, le tricolore et celui dit « Kanaky », « indépendantiste » ou « du FLNKS ». À ce titre, il décide d'interdire le 1er avril 2011 deux manifestations concurrentes qui étaient prévues pour le lendemain, l'une du Collectif pour un drapeau commun (créé en 2010 pour militer contre la proposition des deux drapeaux et pour l'adoption d'un signe identitaire commun, ayant organisé un concours sur internet) soutenue par plusieurs partis (surtout Calédonie ensemble mais aussi le LMD ou encore le FN du côté non-indépendantiste et le LKS, par exemple, chez les indépendantistes), et l'autre « pour le drapeau Kanaky » que le Parti travailliste et l'UC souhaitaient organiser le même jour en réaction à la première. Il justifie sa décision par le « fait que malgré des discussions avec les organisateurs, aucune disposition de leur part ne permettait d’éviter que les cortèges se croisent, ce qui présentait un risque de troubles ». Il doit également gérer les blocages dégénérant en affrontements violents, sur la base d'un conflit initié par une hausse des tarifs des billets aériens de la compagnie Air Calédonie mais s'ajoutant à des rivalités politiques et coutumières, à Maré en juillet et août 2011. Il s'occupe également de mettre en place et d'animer les trois comités de pilotage sur l'avenir de la Nouvelle-Calédonie initiés par son prédécesseur Yves Dassonville en octobre 2010 : sur la préparation d'un schéma industriel minier, sur le bilan de l'accord de Nouméa et sur l'avenir institutionnel. Il annonce prendre sa retraite le 2 février 2013, le lendemain de son 66e anniversaire. Son successeur, Jean-Jacques Brot, est nommé par décret pris en conseil des ministres sur proposition du ministre de l'Intérieur Manuel Valls le 23 janvier 2013.

## Décorations
- Officier de la Légion d'honneur, promu officier le 29 mars 2013[11]
  -  Chevalier de la Légion d'honneur, le 11 juillet 2003[12]
- Chevalier de l'ordre national du Mérite, le 24 juin 1993[13]